# Austroaeschna pulchra
Austroaeschna pulchra – gatunek ważki z rodziny żagnicowatych (Aeshnidae).